# Torneo de Buenos Aires 2020
El Argentina Open 2020 fue un evento de tenis profesional de la categoría ATP 250 que se jugó en tierra batida. Se trató de la 23.a edición del torneo que forma parte del ATP Tour 2020. Se disputó en Buenos Aires, Argentina del 10 al 16 de febrero de 2020 en el Buenos Aires Lawn Tennis Club.

## Distribución de puntos
| Modalidad            | Campeón | Finalista | Semifinales | Cuartos de final | 2ª ronda | 1ª ronda | Clasificados | 2ª ronda de clasificación | 1ª ronda de clasificación |
| Individual masculino | 250     | 165       | 100         | 50               | 25       | 0        | 13           | 7                         | 0                         |
| Dobles masculino     | 250     | 150       | 90          | 45               | 20       | 0        | -            | -                         | -                         |

## Sumario

### Día 1 (10 de febrero)
- Cabezas de serie eliminados: No hubo
- Orden de juego

| Partidos en las canchas principales                      | Partidos en las canchas principales  | Partidos en las canchas principales           | Partidos en las canchas principales  |
| Partidos en el Court Guillermo Vilas                     | Partidos en el Court Guillermo Vilas | Partidos en el Court Guillermo Vilas          | Partidos en el Court Guillermo Vilas |
| Evento                                                   | Ganador                              | Perdedor                                      | Resultado                            |
| -------------------------------------------------------- | ------------------------------------ | --------------------------------------------- | ------------------------------------ |
| Individual masculino - Primera ronda                     | Thiago Monteiro                      | Jaume Munar                                   | 6-3, 6-3                             |
| Individual masculino - Primera ronda                     | Casper Ruud [8]                      | Pablo Andújar                                 | 6-2, 6-3                             |
| Individual masculino - Primera ronda                     | Pablo Cuevas                         | Lorenzo Sonego                                | 6-4, 6-4                             |
| Individual masculino - Primera ronda                     | Federico Delbonis                    | Hugo Dellien                                  | 1-6, 6-3, 7-5                        |
| Partidos en Cancha 2                                     |                                      |                                               |                                      |
| Evento                                                   | Ganador                              | Perdedor                                      | Resultado                            |
| Dobles masculino - Primera ronda                         | Thiago Monteiro Fernando Romboli     | Facundo Díaz Acosta [WC] Carlos Taberner [WC] | 6-3, 3-6, [10-5]                     |
| Fondo de color indica los partidos de la sesión nocturna |                                      |                                               |                                      |

### Día 2 (11 de febrero)
- Cabezas de serie eliminados: 
  - Individual masculino:  Christian Garín [5] (baja)
- Orden de juego

| Partidos en las canchas principales                      | Partidos en las canchas principales        | Partidos en las canchas principales       | Partidos en las canchas principales  |
| Partidos en el Court Guillermo Vilas                     | Partidos en el Court Guillermo Vilas       | Partidos en el Court Guillermo Vilas      | Partidos en el Court Guillermo Vilas |
| Evento                                                   | Ganador                                    | Perdedor                                  | Resultado                            |
| -------------------------------------------------------- | ------------------------------------------ | ----------------------------------------- | ------------------------------------ |
| Individual masculino - Primera ronda                     | Roberto Carballés Baena                    | Marco Cecchinato                          | 6-4, 7-6(7-3)                        |
| Individual masculino - Primera ronda                     | Pedro Martínez [Q]                         | João Domingues [LL]                       | 7-6(7-0), 7-5                        |
| Individual masculino - Primera ronda                     | Juan Ignacio Lóndero                       | Filip Horanský [Q]                        | 6-4, 4-6, 6-2                        |
| Individual masculino - Primera ronda                     | Albert Ramos Viñolas [7]                   | Leonardo Mayer [WC]                       | 4-6, 6-3, 7-5                        |
| Partidos en Cancha 2                                     |                                            |                                           |                                      |
| Evento                                                   | Ganador                                    | Perdedor                                  | Resultado                            |
| Individual masculino - Primera ronda                     | Facundo Bagnis [Q]                         | Andrej Martin [SE]                        | 6-4, 6-1                             |
| Individual masculino - Primera ronda                     | Pedro Sousa [LL]                           | Facundo Díaz Acosta [WC]                  | 4-6, 6-2, 6-3                        |
| Individual masculino - Primera ronda                     | Laslo Djere [6]                            | Francisco Cerúndolo [WC]                  | 6-2, 2-6, 6-4                        |
| Dobles masculino - Primera ronda                         | Marcel Granollers [1] Horacio Zeballos [1] | Gonzalo Escobar Ariel Behar               | 7-6(7-3), 7-5                        |
| Partidos en Cancha 3                                     |                                            |                                           |                                      |
| Evento                                                   | Ganador                                    | Perdedor                                  | Resultado                            |
| Individual masculino - Primera ronda                     | Jozef Kovalík [Q]                          | Corentin Moutet                           | 6-3, 7-6(7-4)                        |
| Dobles masculino - Primera ronda                         | Sander Gillé [3] Joran Vliegen [3]         | Andrea Collarini [WC] Federico Coria [WC] | 4-6, 6-1, [10-2]                     |
| Dobles masculino - Primera ronda                         | Jaume Munar Casper Ruud                    | Facundo Bagnis Federico Delbonis          | 7-5, 6-3                             |
| Fondo de color indica los partidos de la sesión nocturna |                                            |                                           |                                      |

### Día 3 (12 de febrero)
- Cabezas de serie eliminados:
  - Individual masculino:  Borna Ćorić [4]
  - Dobles masculino:  Máximo González /  Fabrice Martin [2]
- Orden de juego

| Partidos en las canchas principales                      | Partidos en las canchas principales        | Partidos en las canchas principales    | Partidos en las canchas principales  |
| Partidos en el Court Guillermo Vilas                     | Partidos en el Court Guillermo Vilas       | Partidos en el Court Guillermo Vilas   | Partidos en el Court Guillermo Vilas |
| Evento                                                   | Ganador                                    | Perdedor                               | Resultado                            |
| -------------------------------------------------------- | ------------------------------------------ | -------------------------------------- | ------------------------------------ |
| Individual masculino - Segunda ronda                     | Pedro Sousa [LL]                           | Jozef Kovalík [Q]                      | 7-6(7-3), 7-6(7-5)                   |
| Individual masculino - Segunda ronda                     | Dušan Lajović [3]                          | Pedro Martínez [Q]                     | 7-6(8-6), 7-6(8-6)                   |
| Individual masculino - Segunda ronda                     | Casper Ruud [8]                            | Roberto Carballés Baena                | 6-1, 6-0                             |
| Individual masculino - Segunda ronda                     | Thiago Monteiro                            | Borna Ćorić [4]                        | 6-4, 7-6(8-6)                        |
| Partidos en Cancha 2                                     |                                            |                                        |                                      |
| Evento                                                   | Ganador                                    | Perdedor                               | Resultado                            |
| Dobles masculino - Primera ronda                         | Guillermo Durán Juan Ignacio Lóndero       | Salvatore Caruso Federico Gaio         | 7-5, 6-4                             |
| Dobles masculino - Primera ronda                         | Pablo Cuevas Hugo Dellien                  | Leonardo Mayer Andrés Molteni          | 6-4, 6-4                             |
| Dobles masculino - Primera ronda                         | Pablo Andújar [Alt] Pedro Martínez [Alt]   | Máximo González [2] Fabrice Martin [2] | 6-3, 6-1                             |
| Partidos en Cancha 3                                     |                                            |                                        |                                      |
| Evento                                                   | Ganador                                    | Perdedor                               | Resultado                            |
| Dobles masculino - Primera ronda                         | Marcelo Demoliner [4] Matwé Middelkoop [4] | Marco Cecchinato Albert Ramos Viñolas  | 6-4, 6-4                             |
| Fondo de color indica los partidos de la sesión nocturna |                                            |                                        |                                      |

### Día 4 (13 de febrero)
- Cabezas de serie eliminados:
  - Individual masculino:  Laslo Djere [6],  Albert Ramos Viñolas [7]
- Orden de juego

| Partidos en las canchas principales                      | Partidos en las canchas principales        | Partidos en las canchas principales  | Partidos en las canchas principales  |
| Partidos en el Court Guillermo Vilas                     | Partidos en el Court Guillermo Vilas       | Partidos en el Court Guillermo Vilas | Partidos en el Court Guillermo Vilas |
| Evento                                                   | Ganador                                    | Perdedor                             | Resultado                            |
| -------------------------------------------------------- | ------------------------------------------ | ------------------------------------ | ------------------------------------ |
| Individual masculino - Segunda ronda                     | Juan Ignacio Lóndero                       | Laslo Djere [6]                      | 6-7(3-7), 6-2, 6-1                   |
| Individual masculino - Segunda ronda                     | Pablo Cuevas                               | Albert Ramos Viñolas [7]             | 6-4, 4-6, 6-4                        |
| Individual masculino - Segunda ronda                     | Guido Pella [2]                            | Facundo Bagnis [Q]                   | 7-6(7-2), 6-7(2-7), 6-4              |
| Individual masculino - Segunda ronda                     | Diego Schwartzman [1]                      | Federico Delbonis                    | 6-3, 4-6, 6-2                        |
| Partidos en Cancha 2                                     |                                            |                                      |                                      |
| Evento                                                   | Ganador                                    | Perdedor                             | Resultado                            |
| Dobles masculino - Cuartos de final                      | Marcelo Demoliner [4] Matwé Middelkoop [4] | Jaume Munar Casper Ruud              | 6-3, 6-4                             |
| Dobles masculino - Cuartos de final                      | Marcel Granollers [1] Horacio Zeballos [1] | Thiago Monteiro Fernando Romboli     | 6-3, 6-2                             |
| Dobles masculino - Cuartos de final                      | Sander Gillé [3] Joran Vliegen [3]         | Pablo Cuevas Hugo Dellien            | Walkover                             |
| Fondo de color indica los partidos de la sesión nocturna |                                            |                                      |                                      |

### Día 5 (14 de febrero)
- Cabezas de serie eliminados:
  - Individual masculino:  Guido Pella [2],  Dušan Lajović [3]

| Partidos en las canchas principales                      | Partidos en las canchas principales  | Partidos en las canchas principales      | Partidos en las canchas principales  |
| Partidos en el Court Guillermo Vilas                     | Partidos en el Court Guillermo Vilas | Partidos en el Court Guillermo Vilas     | Partidos en el Court Guillermo Vilas |
| Evento                                                   | Ganador                              | Perdedor                                 | Resultado                            |
| -------------------------------------------------------- | ------------------------------------ | ---------------------------------------- | ------------------------------------ |
| Individual masculino - Cuartos de final                  | Casper Ruud [8]                      | Dušan Lajović [3]                        | 7-5, 6-1                             |
| Individual masculino - Cuartos de final                  | Juan Ignacio Lóndero                 | Guido Pella [2]                          | 6-4, 7-6(7-4)                        |
| Individual masculino - Cuartos de final                  | Diego Schwartzman [1]                | Pablo Cuevas                             | 5-7, 7-6(13-11), 7-5                 |
| Individual masculino - Cuartos de final                  | Pedro Sousa [LL]                     | Thiago Monteiro                          | 7-6(7-5), 6-4                        |
| Partidos en Cancha 2                                     |                                      |                                          |                                      |
| Evento                                                   | Ganador                              | Perdedor                                 | Resultado                            |
| Dobles masculino - Cuartos de final                      | Guillermo Durán Juan Ignacio Lóndero | Pablo Andújar [Alt] Pedro Martínez [Alt] | Walkover                             |
| Fondo de color indica los partidos de la sesión nocturna |                                      |                                          |                                      |

### Día 6 (15 de febrero)
- Cabezas de serie eliminados:
  - Individual masculino:  Diego Schwartzman [1]
  - Dobles masculino:  Sander Gillé /  Joran Vliegen [3],  Marcelo Demoliner /  Matwé Middelkoop [4]

| Partidos en las canchas principales                      | Partidos en las canchas principales        | Partidos en las canchas principales        | Partidos en las canchas principales  |
| Partidos en el Court Guillermo Vilas                     | Partidos en el Court Guillermo Vilas       | Partidos en el Court Guillermo Vilas       | Partidos en el Court Guillermo Vilas |
| Evento                                                   | Ganador                                    | Perdedor                                   | Resultado                            |
| -------------------------------------------------------- | ------------------------------------------ | ------------------------------------------ | ------------------------------------ |
| Individual masculino - Semifinales                       | Casper Ruud [8]                            | Juan Ignacio Lóndero                       | 4-6, 7-5, 6-1                        |
| Individual masculino - Semifinales                       | Pedro Sousa [LL]                           | Diego Schwartzman [1]                      | Walkover                             |
| Dobles masculino - Semifinales                           | Marcel Granollers [1] Horacio Zeballos [1] | Marcelo Demoliner [4] Matwé Middelkoop [4] | 6-2, 7-5                             |
| Dobles masculino - Semifinales                           | Guillermo Durán Juan Ignacio Lóndero       | Sander Gillé [3] Joran Vliegen [3]         | 7-6(7-4), 6-4                        |
| Fondo de color indica los partidos de la sesión nocturna |                                            |                                            |                                      |

### Día 7 (16 de febrero)
- Cabezas de serie eliminados: No hubo

| Partidos en las canchas principales                      | Partidos en las canchas principales        | Partidos en las canchas principales  | Partidos en las canchas principales  |
| Partidos en el Court Guillermo Vilas                     | Partidos en el Court Guillermo Vilas       | Partidos en el Court Guillermo Vilas | Partidos en el Court Guillermo Vilas |
| Evento                                                   | Ganador                                    | Perdedor                             | Resultado                            |
| -------------------------------------------------------- | ------------------------------------------ | ------------------------------------ | ------------------------------------ |
| Individual masculino - Final                             | Casper Ruud [8]                            | Pedro Sousa [LL]                     | 6-1, 6-4                             |
| Dobles masculino - Final                                 | Marcel Granollers [1] Horacio Zeballos [1] | Guillermo Durán Juan Ignacio Lóndero | 6-4, 5-7, [18-16]                    |
| Fondo de color indica los partidos de la sesión nocturna |                                            |                                      |                                      |

## Cabezas de serie

### Individuales masculino
| Tenista           | Ranking | Preclasificado |
| Diego Schwartzman | 14      | 1              |
| Guido Pella       | 22      | 2              |
| Dušan Lajović     | 24      | 3              |
| Borna Ćorić       | 30      | 4              |
| Christian Garín   | 31      | 5              |
| Laslo Djere       | 39      | 6              |
| Albert Ramos      | 42      | 7              |
| Casper Ruud       | 45      | 8              |

- Ranking del 3 de febrero de 2020.[2]

### Dobles masculino
| Tenistas                           | Ranking | Preclasificado |
| Marcel Granollers Horacio Zeballos | 24      | 1              |
| Máximo González Fabrice Martin     | 54      | 2              |
| Sander Gillé Joran Vliegen         | 82      | 3              |
| Marcelo Demoliner Matwé Middelkoop | 117     | 4              |

## Campeones

### Individual masculino
Casper Ruud venció a  Pedro Sousa por 6-1, 6-4

### Dobles masculino
Marcel Granollers /  Horacio Zeballos vencieron a  Guillermo Durán /  Juan Ignacio Lóndero por 6-4, 5-7, [18-16]